# St. Moritz
St. Moritz (nemško Sankt Moritz, retoromansko San Murezzan, italijansko San Maurizio, francosko Saint-Moritz) je visoko alpsko letovišče v Engadinu v Švici, na nadmorski višini približno 1800 metrov. Je največje mesto Zgornjega Engadina in občina v okrožju Maloja v švicarskem kantonu Graubünden.
St. Moritz leži na južnih pobočjih Albulskih Alp pod Piz Nair (3056 m) s pogledom na ravno in široko ledeniško dolino Zgornjega Engadina in istoimenskega jezera: jezero St. Moritz. Leta 1928 in 1948 je gostil zimske olimpijske igre.

## Zgodovina
Votivne daritve, meči in igle iz bronaste dobe, ki so jih našli ob dnu vrelcev v St. Moritzu, kažejo, da so jih odkrili že Kelti. St. Moritz se prvič omenja okoli leta 1137–39 kot ad sanctum Mauricium. Vas je dobila ime po svetem Mavriciju, zgodnjekrščanskem svetniku iz južnega Egipta, ki naj bi bil mučen v rimski Švici v 3. stoletju, ko je služil kot vodja tebanske legije.
Romarji so potovali na Saint Mauritius, pogosto v cerkev izvirov, kjer so pili iz blagoslovljene, žuboreče vode izvirov Mauritiusa v upanju, da bodo ozdravljeni. Leta 1519 je medičejski papež Leon X. obljubil popolno odvezo vsakomur, ki bo romal k cerkvi izvirov. V 16. stoletju so bile napisane prve znanstvene razprave o mineralnih vrelcih St. Moritz. Leta 1535 je Paracelsus, veliki praktik naravnih zdravil, nekaj časa preživel v St. Moritzu.
Čeprav je poleti sprejel nekaj obiskovalcev, začetki zimskega letovišča segajo šele 158 let nazaj v september 1864, ko je pionir hotelov v St. Moritzu Caspar Badrutt sklenil stavo s štirimi britanskimi poletnimi gosti: naj se vrnejo pozimi in če jim ne bo po volji, bi jim povrnil potne stroške. Če bi se jim zdel St. Moritz pozimi privlačen, bi jih povabil, naj ostanejo kot njegovi gostje, kolikor dolgo bi želeli. To ni pomenilo le začetka zimskega turizma v St. Moritzu, temveč tudi začetek zimskega turizma v celotnem Alpskem območju. Istega leta je bil v vasi ustanovljen prvi turistični urad v Švici. St. Moritz se je v poznem 19. stoletju hitro razvil; prva električna luč v Švici je bila nameščena leta 1878 v hotelu Kulm, prvi curling turnir na celini pa je bil organiziran leta 1880. Prvo evropsko prvenstvo v drsanju na ledu je potekalo v St. Moritzu leta 1882, prvi turnir v golfu v Alpah pa leta 1889. Prvo tekmovanje v bobu in bobu je bilo organizirano leta 1890. Leta 1896 je St. Moritz postal prva vas v Alpah za namestitev električnih tramvajev in odprl hotel Palace. Leta 1906 je bila konjska dirka na snegu, naslednje leto pa na zaledenelem jezeru. Prva smučarska šola v Švici je bila ustanovljena v St. Moritzu leta 1929.
St. Moritz je gostil zimske olimpijske igre leta 1928 – stadion stoji še danes – in ponovno leta 1948. Od takrat je gostil več kot 20 svetovnih prvenstev FIBT, štiri svetovna prvenstva FIS v alpskem smučanju (1934/1974/2003/2017) in več kot 40 smučarskih maratonov v Engadinu od leta 1969. Gostil je tudi številne druge dogodke, vključno z nekaterimi malo verjetnimi na zamrznjenem jezeru v 1970-ih in 1980-ih, kot so turnir v golfu (1979), turnir v snežnem polu (vsako leto januarja od leta 1985) in kriket na Led (1989). St. Moritz je bil tudi prizorišče številnih svetovnih prvenstev v jadranju in deskanju.
Od zgodnjih 1980-ih se St. Moritz promovira in pozna tudi kot Vrh sveta. Izraz je leta 1987 registriral turistični urad kot blagovno znamko.

## Geografija
St. Moritz je imel površino (od raziskave 2004/09) 28,69 km². Od tega je približno 26,3 % kmetijskih površin, 20,0 % pa gozdov. Od ostalih zemljišč je 9,0 % poseljenih (stavbe ali prometnice) in 44,8 % neproduktivnih zemljišč. V popisu 2004/09 je bilo s stavbami pokritih skupaj 160 ha ali približno 5,6 % celotne površine, kar je 23 ha več kot leta 1985. V istem časovnem obdobju se je obseg rekreacijskih površin v občini povečal za 3 ha in sedaj predstavlja približno 1,15 % celotne površine. Od kmetijskih zemljišč je 149 ha njiv in travnikov, 643 ha planinskih pašnikov. Od leta 1985 se je obseg kmetijskih zemljišč zmanjšal za 37 ha. V istem časovnem obdobju se je količina gozdnih površin povečala za 33 ha. Reke in jezera pokrivajo 91 ha v občini.
Najvišji vrh v Vzhodnih Alpah je Piz Bernina na 4048,6 m, ki je 15 km jugovzhodno od vasi.
Pred letom 2017 je bila občina v podokrožju Oberengadin okrožja Maloja, po letu 2017 pa je bila del regije Maloja. Sestavljajo ga naselja St. Moritz-Dorf (nadmorska višina 1830 m), Bad (1775 m), Champfèr (1825 m) in vaški del Suvretta.

### Podnebje
St. Moritz ima subarktično podnebje ( Köppen: Dfc) zaradi svoje posebno visoke nadmorske višine v bližini gozdne meje. Ima hladna poletja skupaj s hladnimi nočmi in zelo mrzle, snežne zime z najvišjimi temperaturami okrog ledišča in 254 cm povprečne letne količine snega. Povprečna temperatura, približno 2 °C (izmerjena v bližnjem mestu Samedan), je izjemno nizka v primerjavi s temperaturo na švicarski planoti. Prav tako je bistveno nižja od mesta La Brévine, ki tradicionalno velja za najhladnejši naseljeni kraj v Švici.

## Število prebivalcev
St. Moritz ima (od 31. decembra 2020) 4945 prebivalcev. Leta 2008 so 38,0 % prebivalstva sestavljali tuji državljani. V 10 letih do leta 2009 se je število prebivalcev zmanjšalo za 4,9 %.
| Leto    | 1803 | 1870 | 1880 | 1910 | 1920 | 1930 | 1950 | 1960 | 1970 | 1980 | 1990 | 2000 | 2005 | 2010 |
| Število | 184  | 400  | 394  | 3197 | 2614 | 3968 | 2558 | 3751 | 5699 | 5900 | 5426 | 5589 | 5121 | 5202 |

Večina prebivalstva (od leta 2000) govori nemško (58,8 %), pri čemer je italijanščina druga najpogostejša (21,8 %), portugalščina pa tretja (6,6 %). Prvotno je celotno prebivalstvo govorilo zgornjeengadinsko retoromansko narečje puter. Zaradi vse večje trgovine z zunanjim svetom je uporaba romanščine začela upadati. Leta 1880 je samo 50,2 % govorilo romanščino kot prvi jezik. Retoromanski jezik je izgubil tako nemščino kot italijanščino. Leta 1900 je 31 % prebivalcev govorilo italijanščino kot prvi jezik, leta 1910 pa približno toliko. V naslednjih letih se je odstotek romansko- in italijansko govorečih zmanjšal v primerjavi z nemško govorečimi. Leta 1941 jih je le 20 % govorilo romanščino, leta 1970 pa 8 %. Leta 2000 je samo 4,7 % prebivalstva govorilo romanščino.

## Šport
St. Moritz je že od 19. stoletja letovišče za zimske športne počitnice. Študenti iz Oxforda in Cambridgea so hodili tja igrat drug z drugim; predhodnik ponavljajoče se univerzitetne tekme v hokeju na ledu je bila bandy tekma v St. Moritzu leta 1885. St. Moritz je bil gostitelj zimskih olimpijskih iger v letih 1928 in 1948, eno od treh mest, ki so gostila dvakrat, skupaj z Innsbruckom, Avstrija in Lake Placid v ZDA. Leta 1934, 1974, 2003 in 2017 je gostil tudi svetovno prvenstvo FIS v alpskem smučanju.
Poleg tega je St. Moritz rekordnih 21-krat gostil svetovno prvenstvo FIBT (tekme v bobu in skeletonu). Od leta 1985 gosti Snow Polo St. Moritz, turnir, na katerem sodelujejo številne najboljše ekipe na svetu in se igra na posebej označenem igrišču na zaledenelem jezeru.
St. Moritz je v poletnih mesecih izjemno priljubljen kot baza za višinske treninge za športnike atlete, zlasti kolesarje, tekače in pohodnike. Njegova priljubljenost raste zaradi nadmorske višine, vremena, atletske steze svetovnega razreda in razpoložljivost poti in stez na tem območju.
Leta 1904 je bila odprta najstarejša in zadnja ohranjena naravna steza za bob na svetu. 1,72 km dolg ledeni kanal – znan tudi kot največja »ledena skulptura« na svetu – je vsako zimo zgrajen od tal navzgor samo s snegom in vodo. Bob je gostil številna svetovna prvenstva in je bil uporabljen na obeh zimskih olimpijskih igrah. V zgodnjih 1930-ih so nekateri člani bob kluba začeli jemati goste s taksijem; danes tečejo z nekoliko spremenjenimi dirkalnimi bobi.
Na igrah leta 1928 sta tek na smučeh in kros tek na smučeh del tekmovanj v nordijski kombinaciji potekala okoli hribov St. Moritza. Dvajset let pozneje so se v St. Moritzu znova odvijali tek na smučeh, tekaški del nordijske kombinacije in hokejski dogodki.
Poleg naštetih športov je St. Moritz znan tudi kot destinacija za jadranje. Je gostiteljsko prizorišče vsakoletne dirke St. Moritz Match Race, ki poteka na jezeru St. Moritz. Dogodek St. Moritz Match Race je del prestižne turneje World Match Racing Tour, ki pokriva tri celine. Enaki dobavljeni čolni (BLU-26) tekmujejo po dva naenkrat v dvoboju na vodi, ki preizkuša jadralce in skiperje do meja njihovih fizičnih sposobnosti. Zbrane točke štejejo za World Match Racing Tour in uvrstitev na finalni dogodek, pri čemer skupni zmagovalec osvoji naslov ISAF World Match Racing Tour Champion.

## Turizem
Zaradi svoje ugodne lege ima St. Moritz več kot 300 sončnih dni na leto. Vsako zimo gosti konjsko dirko White Turf na zaledenelem jezeru, ki se je udeleži mednarodni višji razred. Med uglednimi lastniki nepremičnin v St. Moritzu so bili Sonja Ziemann, Gunter Sachs, Herbert von Karajan, Lakshmi Mittal, Ivan Glasenberg, Mohammad Reza Pahlavi, Ingvar Kamprad, Helmut Horten, Giovanni Agnelli, Aristoteles Onassis in Stavros Niarchos.
Priljubljena zabava je smučanje, deskanje na snegu in pohodništvo, v bližini pa je tudi svetovno znano sankališče Cresta Run.
Celoletno število prebivalcev je 5600, s približno 3000 sezonskimi zaposlenimi, ki podpirajo hotele in najemniške enote s skupno 13.000 ležišči. Kulm Hotel St. Moritz je velik luksuzen hotel v St. Moritzu.

## Znamenitosti
- Muzej Segantini: posvečen Giovanniju Segantiniju, slikarju, ki je zadnjih pet let svojega življenja živel v Engadinu. Muzej Segantini je uvrščen na seznam švicarske dediščine nacionalnega pomena.[14]
- Proga za bob: zelo redko popolnoma naravno prizorišče, običajno odprto do sredine decembra
- Ogled ledeniške pokrajine: ponujajo se številni lepi razgledi. Marsikaj se da videti že s spustom iz Diavolezze na ledenik Morteratsch.
- 3300 m visok Piz Corvatsch z ledeno jamo in 8 km dolgo progo do St. Moritz-Bada.

## V popularni kulturi
- Predstavljen v uvodnih prizorih The Man Who Knew Too Much (Mož, ki je vedel preveč), trilerja iz leta 1934, ki ga je režiral Alfred Hitchcock.
- Omenjen v filmih o Jamesu Bondu: Goldfinger iz leta 1964 in For Your Eyes Only leta 1981.
- Smučarski prizori iz filmov o Jamesu Bondu The Spy Who Loved Me in A View to a Kill so bili posneti v St. Moritzu, čeprav so bili v dialogu pripisani drugim lokacijam.
- Omenjen v uspešnici Petra Sarstedta iz leta 1969 "Where Do You Go To (My Lovely)?", ki opisuje Euro jet setterja, ki leti v St. Moritz.
- Omenjeno v priljubljenem romantičnem trilerju iz leta 1990 Memories of Midnight (Spomini na polnoč) avtorja Sidneyja Sheldona kot smučišče, kamor se lika Catherine Alexander in Kirka Reynoldsa odpravita na počitnice.
- Lokacija Karsovega skrivališča v JoJo's Bizarre Adventure Part 2: Battle Tendency.
- Omenjen v filmu Princ in jaz iz leta 2004.
- Prikazan v epizodi Smallvilla; kjer sestra Lois Lane beži pred mafijo.
- Prikazan v epizodi prve sezone Cheap Seats. Brata Sklar rifirata epizodo Wide World of Sports iz 1960-ih, ki je prikazovala konjske dirke na zmrznjenem jezeru St. Moritz.
- Omenjen v romanu iz leta 1990, Public Secrets (Javne skrivnosti), avtorice Nore Roberts, kot pobeg na počitnice za lik Emme McAvoy.
- Vključen na seznam smučišč v refrenu iz remiksa Global Deejays različice Sound of San Francisco (Snow Radio): »Kitzbühel, Schladming, Ischgl, St. Anton, Zillertal, Seiser Alm, Kaprun, Aspen, Semmering, St. Moritz, Cortina, St. Johann, Mount Everest, Skalno gorovje«.
- Del Netflixovega filma Army of Thieves.
- Kraj, kjer se Maurizio Gucci skriva pred italijansko policijo in sreča Paolo Franchi, svojo bodočo punco (film Hiša Gucci iz leta 2021, knjiga Hiša Gucci iz leta 2001: Senzacionalna zgodba o umoru, norosti, glamurju in pohlepu, a tudi resnična -življenjski dogodki).